# Вікно (фільм)
«Вікно» («Pəncərə») — радянський художній фільм 1991 року, знятий режисерами Гасаном Аблучем і Енвером Аблучем на кіностудії «Азербайджанфільм».

## Сюжет
Розповідає про долю дітей у дитячому будинку-інтернаті, де править дволицтво та насильство.

## У ролях
- Ільхам Бабаєв — Ахсан
- Валех Керімов — батько Ахсана
- Яшар Нурі — Насіб
- Енвер Аблуч — директор
- Руслан Насіров — Когарі
- Сімузар Атакішиєва — Нарміна
- Ельхан Байрамов — Савалан
- Аббасгулу Аблуч — Васіф
- Земфіра Алієва — Султанніса
- Тавеккюль Ісмаїлов — Бурхан
- Халіл Ісмаїлов — Джейхун
- Маммадбатир Гасанов — Ганімат
- Рамін Маліков — Ровшан
- Гасан Аблуч — батько Ровшана
- Фарід Гаджієв — Закі
- Назір Алієв — батько Закі
- Еміль Байрамов — Гурбан
- Вусала Набієва — Гумрал
- Ровшан Джахангіров — Самад
- Абдул Микайїлов — Ахмад
- Ельхан Гулієв — капітан міліції
- Фікрет Мамедов — лейтенант міліції
- Лалезар Мустафаєва — мати
- А. Сейїдова — епізод
- Ульві Сафаров — епізод
- Ш. Мамадова — епізод
- Маяк Керімов — епізод
- Дадаш Казімов — охоронець
- Валіахд Валієв — власник ресторану
- Шамсі Шамсізаде — батько
- С. Тагієв — епізод
- Ідріс Рустамов — епізод
- Зіллі Намазов — відвідувач ресторану
- Вугар Мурадов — епізод

## Знімальна група
- Режисери — Гасан Аблуч, Енвер Аблуч
- Сценарист — Ісі Мелік-заде
- Оператор — Ельхан Алієв
- Композитор — Мобіль Бабаєв
- Художник — Рафік Насіров